# Dr.-Rudolf-Friedrichs-Straße (Radebeul)
Die Dr.-Rudolf-Friedrichs-Straße ist eine etwa 1,6 Kilometer lange Innerortsstraße der sächsischen Stadt Radebeul, gelegen in den Stadtteilen Kötzschenbroda, Niederlößnitz und Wahnsdorf.

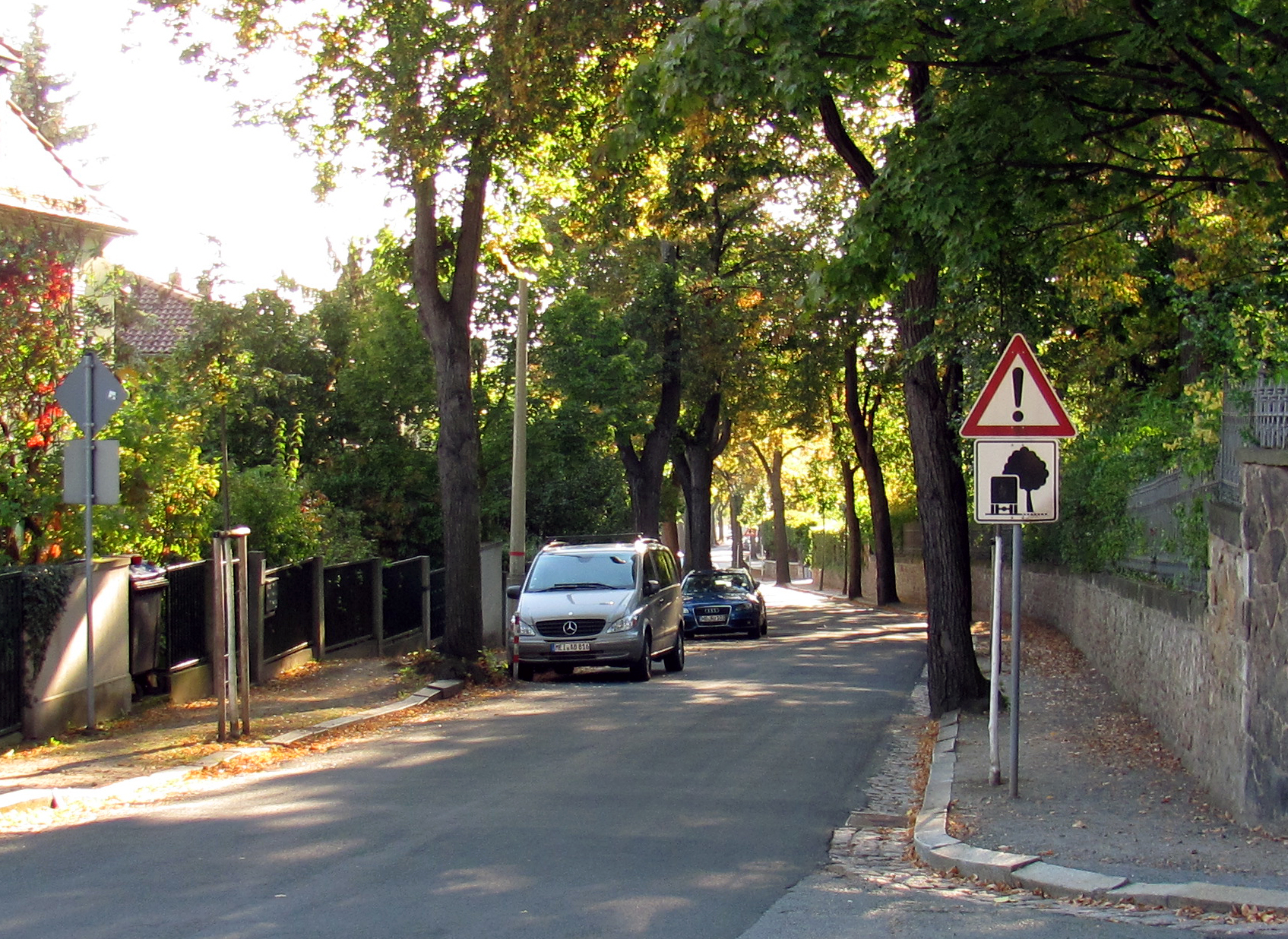
Dr.-Rudolf-Friedrichs-Straße unterhalb der Oberen Bergstraße, Blick nach Südwesten

Dr.-Rudolf-Friedrichs-Straße, vom Rosa-Luxemburg-Platz abgehend. Rechts das noch leere Grundstück der Siedlungshäuser am Rosa-Luxemburg-Platz. Postkarte von um 1910

Berliner Meilenblätter (1781–1810): Bildmitte diagonal: Lange Gasse von der Post Straße von Meißen im Süden bis zum Lößnitzgrund im Nordosten. Weiter nach Süden verläuft die Neue Straße zum Ostrand von Altkötzenbroda. Die Kreuzung unterhalb der Bildmitte ist heute der Rosa-Luxemburg-Platz. Ab der Winzerstraße nach oben ist die Gasse bereits zum Weg ausgebaut.

## Ortslage und Bebauung
Die Dr.-Rudolf-Friedrichs-Straße ist eine von Südwest nach Nordost durch bzw. am Rande von Kötzschenbroda sowie durch Niederlößnitz verlaufende Wohnstraße. Sie beginnt in der Verlängerung der Neuen Straße, über die sie mit dem Dorfanger Altkötzschenbroda verbunden ist, an der Meißner Straße und verläuft dann diagonal über den Rosa-Luxemburg-Platz bis in den Lößnitzgrund. Dort überquert sie nördlich des Gasthauses Zur Flora, vom Westhang kommend, den Lößnitzbach und die Schmalspurbahnstrecke, um südlich der Lößnitzgrundstraße 81 auf Wahnsdorfer Flur in die Lößnitzgrundstraße einzumünden.
Die Benummerung der Straße beginnt an der Meißner Straße, jedoch erst nach dem Abzweig der Lößnitzstraße, mit der Nr. 1 auf der westlichen Straßenseite. Die letzten Hausnummern vor dem Rosa-Luxemburg-Platz sind die Nrn. 11 und 12; bis zur Nr. 11 gehört die westliche Straßenseite zu Kötzschenbroda. Nach dem Rosa-Luxemburg-Platz laufen die Hausnummern von Nr. 12a bis zu den Nrn. 31 auf der Westseite und 42 auf der Ostseite.
Einige Kulturdenkmale liegen entlang der Straße und sind daher in der Liste der Kulturdenkmale in Radebeul-Kötzschenbroda bzw. Liste der Kulturdenkmale in Radebeul-Niederlößnitz (A–L) aufgeführt, teilweise auch mit Querstraßenadressen:
- Kötzschenbroda: Nr. 11
- Niederlößnitz: Villa Susanne (Nr. 12), Niederlößnitzer Rathaus (Rosa-Luxemburg-Platz 1), Villa Bohemia (Nr. 13), Villa Marie (Nr. 17), Nr. 19, Gröba-Siedlung (Nrn. 22, 24, 26 [Teil der Sachgesamtheit]), Obere Bergstraße 1, Gärtnerhaus der Goldschmidtvilla (Nr. 25), ehem. Gasthaus „Zum Jägerhof“ (Nr. 27), ehem. Gasthaus „Zur Flora“ (Nr. 31), Nr. 42

## Benamung
Um 1714/15 auf der Karte des kursächsischen Kartografen Hans August Nienborg wurde der lange Weg vom Kötzschenbrodaer Anger bis in den Lößnitzgrund als Lange Gasse dokumentiert, was nach dem Ausbau 1883 zur Widmung als Lange Straße bzw. Langestrasse führte.
Zwischen 1934 und 1945 hieß sie Langemarckstraße, nach dem Ort der Ersten Flandernschlacht 1914.
Nach dem Zweiten Weltkrieg erfolgte die Rückbenennung in Lange Straße; 1947 erhielt sie zu Ehren des verstorbenen sächsischen Ministerpräsidenten Rudolf Friedrichs (1892–1947) den Namen Dr.-Rudolf-Friedrichs-Straße.

## Anwohner
Seine letzten Lebensjahre verbrachte der Generalmajor Max von Weddig in der Dr.-Rudolf-Friedrichs-Str. 17 (Villa Marie).